# Elisa Santoni
Pour les articles homonymes, voir Santoni.
Elisa Santoni est une gymnaste rythmique italienne née le 10 décembre 1987 à Rome (Italie).

## Biographie
Elisa Santoni remporte la médaille d'argent lors du concours par équipes des Jeux olympiques d'été de 2004 à Athènes avec Fabrizia D'Ottavio, Marinella Falca, Daniela Masseroni, Laura Vernizzi et Elisa Blanchi.
Huit ans plus tard, elle est médaillée de bronze olympique du concours des ensembles à Londres, avec ses coéquipières Romina Laurito, Marta Pagnini, Andreea Stefanescu, Elisa Blanchi et Anzhelika Savrayuk.